# ثوم كرملي
الثوم الكرملي (باللاتينية: Allium carmeli) نوع نباتي عشبي يتبع جنس الثوم من الفصيلة الثومية.

## الموئل والانتشار
ينتشر في بلاد الشام.